# Rebecca Saunders
Rebecca Saunders (19 de diciembre de 1967, Londres) es una compositora londinense que vive y trabaja en Berlín.

## Biografía
Saunders estudió violín y composición en la Universidad de Edimburgo, donde se doctoró en Composición en 1997. Como becaria del DAAD, estudió con Wolfgang Rihm de 1991 a 1994 en la Hochschule für Musik Karlsruhe; Nigel Osborne supervisó su tesis doctoral.
Sus premios incluyen el Premio Busoni de la Academia de las Artes de Berlín, Premio de patrocinio (1994), el Premio de compositores Ernst von Siemens (1996), el Premio Hindemith del Festival de música de Schleswig-Holstein (2003), el premio de composición de la ARD, y el Premio de Música Mauricio Kagel (2015). En 2019 ganó el Premio de Música Ernst von Siemens (premio principal), la segunda mujer y la primera compositora en ser premiada.
En 2010 y 2012,impartió clases en los Cursos Internacionales de Verano de Darmstadt y fue compositora residente en el Konzerthaus Dortmund de 2005 a 2006, Staatskapelle Dresden de 2009 a 2010, y el Festival de Música Contemporánea de Huddersfield en 2010.
Su música ha sido interpretada por conjuntos notables en todo el mundo, incluidos Ensemble Musikfabrik, Klangforum Wien, Ensemble Modern, Quatuor Diotima, Ensemble Dal Niente, Arditti Quartet, Ensemble Resonanz, Ensemble Recherche, ICE, Neue Vocalsolisten, Ensemble Remix y BBC Symphony Orquesta.

## Música
La música de Saunders se caracteriza por un material de tono limitado y una amplia variedad de complejidad tímbrica. Está fascinada con la resonancia y los ruidos extraños creados por los instrumentistas, como el rasgueo de un cambio de arco, el ruido sordo de los pedales de un piano o arpa, y los golpes y deslizamientos de la mano izquierda en el diapasón de un instrumento de cuerda. Debido a las sutilezas y la especificidad de los sonidos que crea, Saunders incluye largas explicaciones textuales en muchas de sus partituras para describir cada efecto que desea que produzca el intérprete.
Gran parte de la música de Saunders se basa en un solo tono o, a veces, en una pequeña colección de tonos que dominan grandes secciones de la música.
Rebecca Saunders también ha explorado el espacio físico en su música. En una entrevista para el Festival de Música Contemporánea de Huddersfield, describió su música así: 
Para mí, lo que es realmente importante es permitir que el oyente sienta la física mágica del sonido, el timbre, el color, la masa, el peso, del sonido. Eso es con lo que siento que estoy trabajando, casi como un escultor trabaja con diferentes materiales.
Al describir la “masa y el peso” de su música y comparar su arte con el de una escultura, intenta llevar el sonido a un plano físico. Además, en obras como chroma, invita al oyente a deambular y explorar la influencia del espacio físico en la experiencia de la audiencia.

## Crítica
En una encuesta de Classic Voice de 2017 sobre las mejores obras de música artística desde 2000, las composiciones de Saunders recibieron el tercer mayor número total de votos (30), superadas solo por las obras de Georg Friedrich Haas (49) y Simon Steen-Andersen (35). En 2019, los escritores de The Guardian clasificaron a Skin (2016) como la decimosexta obra de arte musical más grande desde 2000, y Tom Service escribió que "Saunders se adentra en el mundo interior de los instrumentos y dentro del grano de la voz de Fraser [...] y encuentra un mundo revelador de sentimientos elevados".

## Obras
- Behind the Velvet Curtain (1991–92), for trumpet, harp, piano and cello
- Trio (1992), for clarinet, violoncello and piano
- Mirror, mirror on the wall (1993–94), for piano
- The Under Side of Green (1994), for clarinet, violin and piano
- Molly's Song 1—crimson (1995), for twelve soloists, metronome, whistle, music box and conductor
- Molly's Song 2—a shade of crimson (1995), for voice, viola, flute, steel string guitar and shortwave radios
- Molly's Song 3—shades of crimson (1995), for alto flute, viola, steel-stringed guitar, four radios and music box
- Duo (1996), for violin and piano
- Into the Blue (1996), for clarinet, bassoon, cello, double bass, piano and percussion
- dichroic seventeen (1996), for piano, two percussionists, two double basses, accordion and electric guitar
- G and E on A (1996–97), for orchestra and 27 music boxes
- String Quartet (1997)
- QUARTET (1998), for piano, B-flat clarinet/bass clarinet, double bass and accordion
- cinnabar (1999), for violin, trumpet and ensemble
- duo four – two exposures (2000–01), for solo trumpet, solo percussion and orchestra
- albescere (2001), for twelve instruments and five voices
- Chroma (I–XIX) (2003–13), for twelve to sixteen performers
- vermilion (2003), for clarinet, electric guitar and cello
- insideout (2003), for woodwinds, brass, timpani, percussion, piano, strings, accordion, electric guitar — music for the choreographic installation by Sasha Waltz
- blaauw (2004), for double-bell trumpet
- Choler (2004), for piano duo
- Miniata (2004), for accordion, piano, choir and orchestra
- Crimson (2004–05), for piano
- Fury I (2005), for double bass
- Blue and Gray (2005), for two double basses
- rubricare (2005), for strings and organ
- rubricare (2005), for baroque string orchestra
- A Visible Trace (2006), for seven soloists and conductor
- Traces (2006–09), for orchestra
- Soliloquy (2007), for six voices a cappella
- Stirrings Still I (2007), for alto flute, oboe, clarinet, piano and bowed crotales
- Stirrings Still II (2008), for six players: alto flute, oboe, clarinet in A, crotales, piano and double bass
- Company (2008), for counter tenor, trumpet, violoncello, accordion and electric guitar
- Disclosure (2008), for five players: bass clarinet (doubling clarinet), trumpet, trombone, piano and violin
- murmurs (2009), Collage for ten players
- Fury II (2010), Concert for double bass and ensemble
- To and fro (2010), for violin and oboe
- Stratum (2010), for orchestra
- Stasis I (2011), a special collage for 16 soloists
- Stasis collective (2011–16), a special collage for 23 musicians
- Stasis II (2011–14), quartet for trumpet, oboe, percussion and piano
- Caerulean (2011), for bass clarinet
- Dialogue (2011), for viola and percussion
- Neither (2011), for 2 double bell trumpets
- Stirrings (2011), for nine players: alto flute, clarinet in A (boehm system), oboe, crotales (top octave with 2 violoncello bows), piano (grand), harp, violin, violoncello (IV scordatura), double bass (with five strings, V scordatura)
- Still (2011), for violin and orchestra
- Ire (2012), Concerto for violoncello, strings and percussion
- Fletch (2012), for string quartet
- Shadow (2013), for piano
- ...of waters making moan (2013), for accordion
- Solitude (2013), for violoncello
- Void (2013–14), for two percussionists and chamber orchestra
- Alba (2014), for trumpet und orchestra
- Six for AK (2015), for 2 percussionists, piano (2 players), guitar (steel strings) and harp
- White (2015, revised 2016), for double bell trumpet solo
- Skin (2016), for soprano and ensemble
- Myriad (2015–2016) sound installation of 2464 identical musical box mechanisms
- Still / Aether/ Alba (2020)
- Solo - Klangforum Wien (2021)